# Tel·luri natiu
El tel·luri és un mineral de la classe dels elements natius. Anomenat així pel mot llatí tellus, nom emprat en aquesta llengua per a referir-se a la Terra, va ser descobert l'any 1802.

## Classificació
El tel·luri es troba classificat en el grup 1.CC.10 segons la classificació de Nickel-Strunz (1 per a elements natius; C per a metal·loides i no-metalls i C per a sofre-seleni-iode; el nombre 10 correspon a la posició del mineral dins del grup). En aquesta classificació comparteix grup amb la rosickýita, el seleni i el sofre. En la classificació de Dana, el mineral es troba en el grup 1.3.4.2 (1 per a elements natius i aliatges i 3 per a semimetalls i no-metalls; 4 i 2 corresponen a la posició del mineral dins del grup).

## Característiques
El tel·luri és un mineral de fórmula química Te. Cristal·litza en el sistema hexagonal. La seva duresa en l'escala de Mohs és 2 a 2,5.

## Formació i jaciments
Es forma en vetes. Ha estat descrit en tots els continents.